# ホットスペア
ホットスペアとは、システムの信頼性を高めるために用いられる代替コンポーネントである。
ホットスペアは実行中のシステムに稼動状態で接続されている。
コンポーネントが壊れた時点で、壊れたコンポーネントの代わりとして動作を開始する。
ホットスペアに対する技術としてコールドスタンバイがある。
コールドスタンバイでは、代替コンポーネントを休止状態にしておくことで、
コストを抑えることができるが、システム復旧までの時間は長く、信頼性も低い。